# Phoxichilidium horribilis
Phoxichilidium horribilis är en havsspindelart som beskrevs av Hedgpeth, J.W. 1949. Phoxichilidium horribilis ingår i släktet Phoxichilidium och familjen Phoxichilidiidae. Inga underarter finns listade i Catalogue of Life.